# Eutelsat 48A
O Eutelsat 48A (anteriormente chamado de Hotbird 2, Eurobird 9 e Eutelsat W48) foi um satélite de comunicação geoestacionário europeu construído pela Matra Marconi Space (posteriormente EADS Astrium) que, no final de sua vida útil, esteve localizado na posição orbital de 48 graus de longitude leste e era operado pela Eutelsat. O satélite foi baseado na plataforma Eurostar-2000+ e sua expectativa de vida útil era de 15 anos. O satélite retirado de serviço em abril de 2017, após mais de 20 anos de uso, e foi transferido para a órbita cemitério.

## História
O satélite era denominado originalmente de Hotbird 2, mas após os lançamentos bem sucedidos dos dois satélites da Eutelsat, o Hotbird 7A e o Hotbird 8, foi feito um reagrupamento e a renomeação do Hotbird 2 na posição orbital de 13 graus leste para Eurobird 9, em 9 graus leste. Depois de ser substituído pelo Eurobird 9A no verão de 2009 o Eurobird 9 foi movida para a posição de 48 graus leste e recebeu o nome de Eutelsat W48.
Mas no dia 1 de março de 2012 a Eutelsat adotou uma nova designação para sua frota de satélites, todos os satélites do grupo assumiram o nome Eutelsat associada à sua posição orbital e uma letra que indica a ordem de chegada nessa posição, então o satélite Eutelsat W48 foi renomeado para Eutelsat 48A.

## Lançamento
O satélite foi lançado com sucesso ao espaço no dia 21 de novembro de 1996 às 20:47 UTC, por meio de um veículo Atlas IIA 103 a partir da Estação da Força Aérea de Cabo Canaveral, na Flórida, EUA. Ele tinha uma massa de lançamento de 2.915 kg.

## Capacidade e cobertura
O Eutelsat 48A é equipado com 20 transponders em banda Ku para fornecer serviços de TV e multimídia com cobertura completa da Europa, Oriente Médio e partes da África e da Ásia.